# Safia stylobata
Safia stylobata là một loài bướm đêm trong họ Noctuidae.